# 경상북도농업자원관리원
경상북도농업자원관리원(慶尙北道農業資原管理院)은 경상북도 내의 농산물원종의 개발·보급과 잠종의 생산·개발, 유용곤충 자원 발굴 및 산업화를 위하여 경상북도청 산하에 설치된 사업소이다.
농업자원관리원장은 지방기술서기관이나 지방농업연구관으로 보한다.

## 연혁
- 1959년 4월: 경상북도수도채종장 설치
- 1966년 12월: 경상북도농산물원종장으로 변경
- 1974년 8월: 의성분장 설치
- 1998년 10월: 경상북도농업기술원 농산물원종장으로 변경
- 2008년 9월: 경상북도농업자원관리원으로 변경

## 조직
원장
- 관리팀
- 답작팀
- 지원팀
- 영천포장

### 산하 기관
- 의성분원
- 잠사곤충사업장